# Michail Wenkow
Michail Angelow Wenkow (bulgarisch Михаил Ангелов Венков, engl. Transkription: Mihail Angelov Venkov; * 28. Juli 1983 in Sofia) ist ein bulgarischer Fußballspieler.

## Spielerkarriere

### International
Der talentierte Linksverteidiger Wenkow bestritt bisher sieben Partien für die bulgarische Nationalmannschaft.

### Erfolge
- Bulgarischer Meister: 2010, 2011
- Bulgarischer Pokalsieger: 2008, 2009
- Bulgarischer Supercup: 2010